# Falles 2012

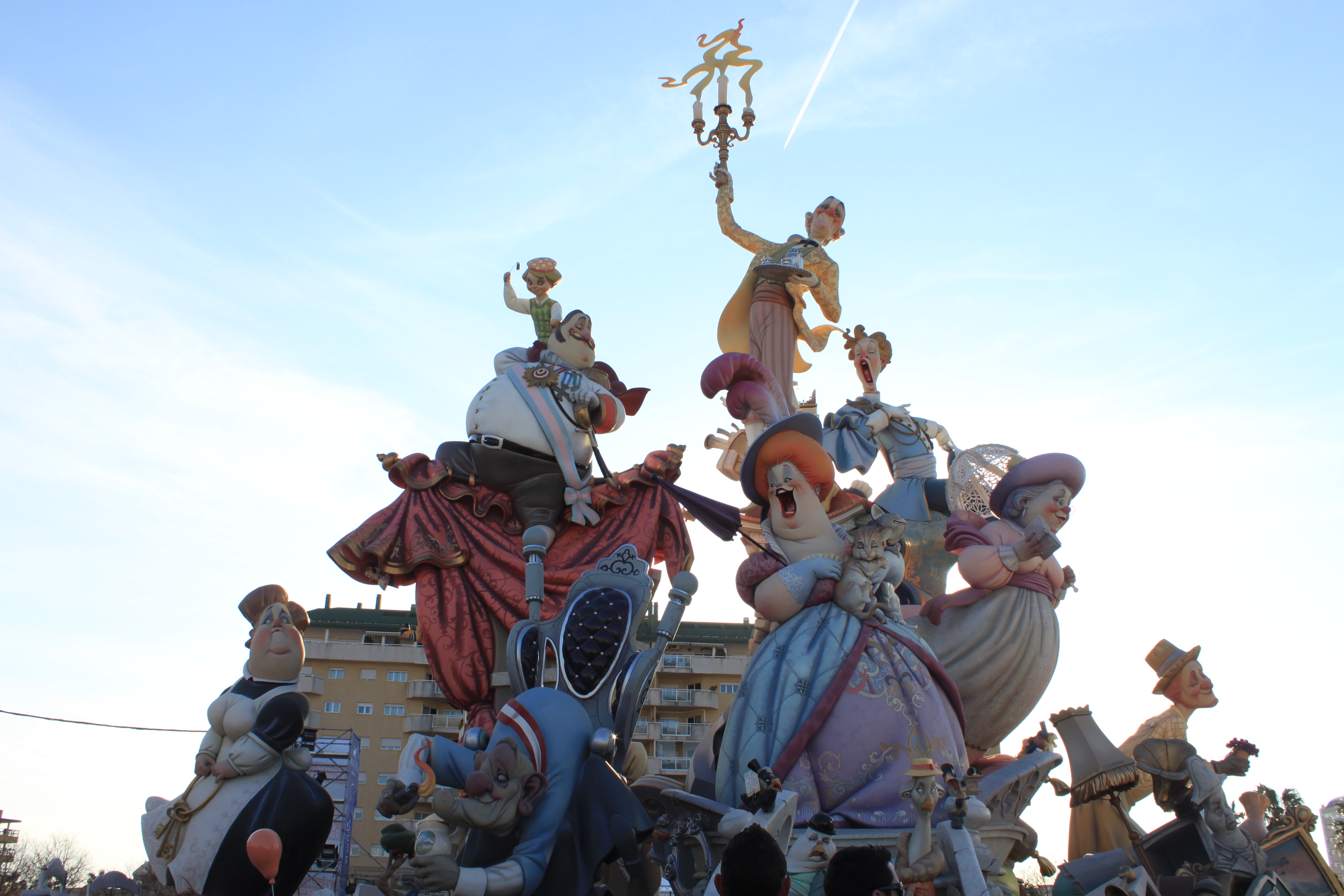
Nou Campanar tornà a guanyar el primer premi tres anys després de l'última vegada.

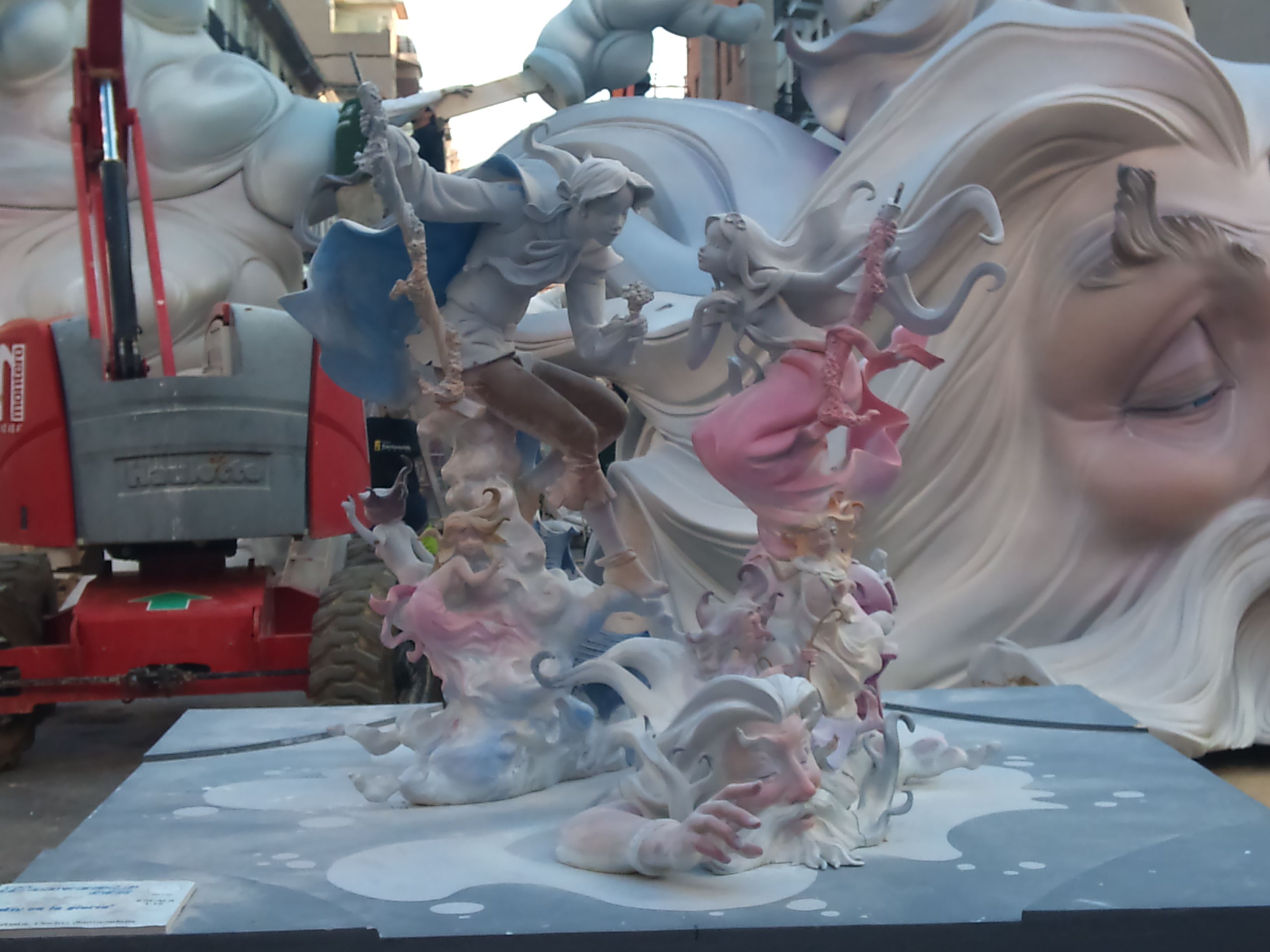
Maqueta del tercer premi d'especial, Convent Jerusalem-Matemàtic Marçal.

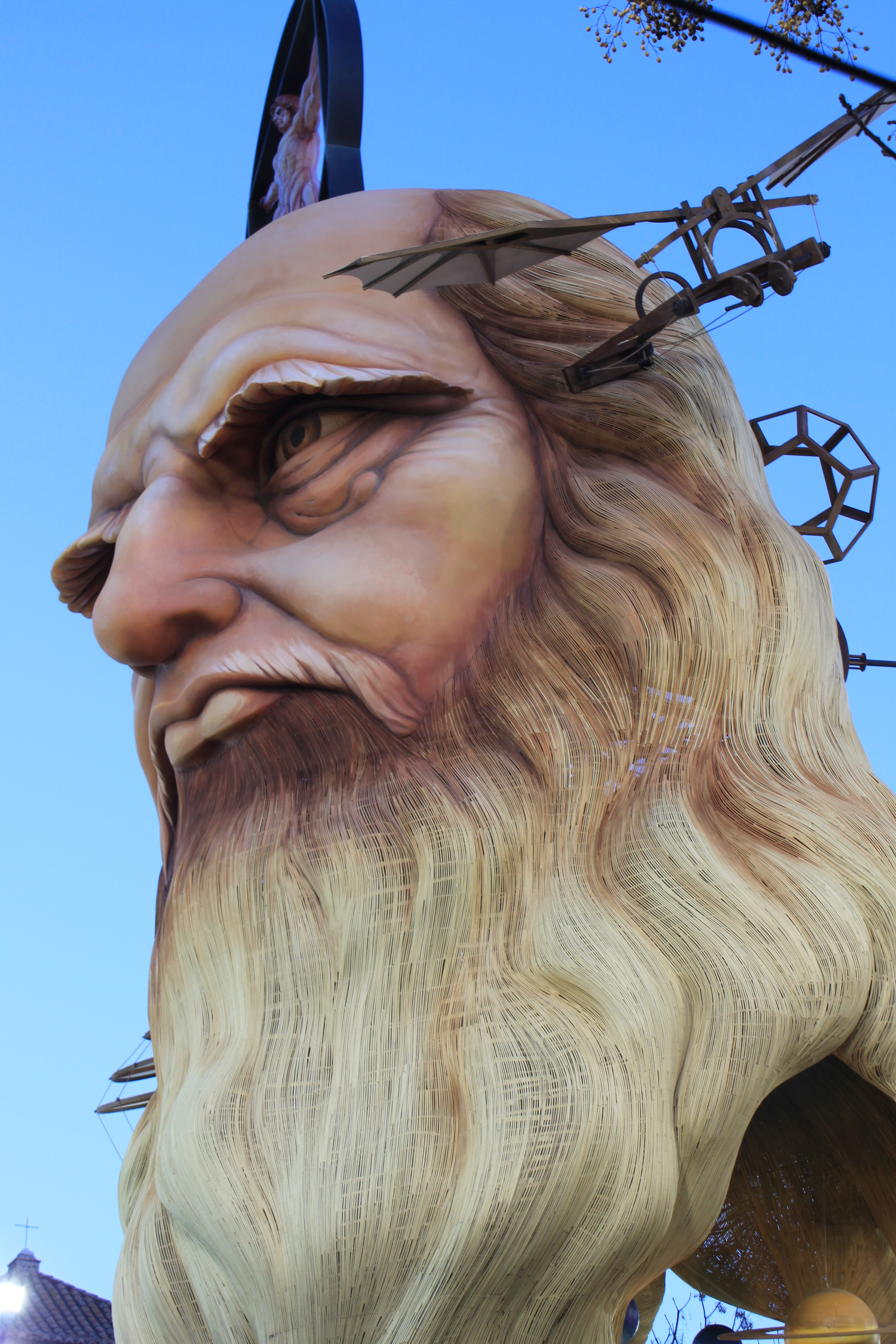
El Leonardo de Na Jordana va endur-se el sisé premi però va guanyar el d'enginy i gràcia.

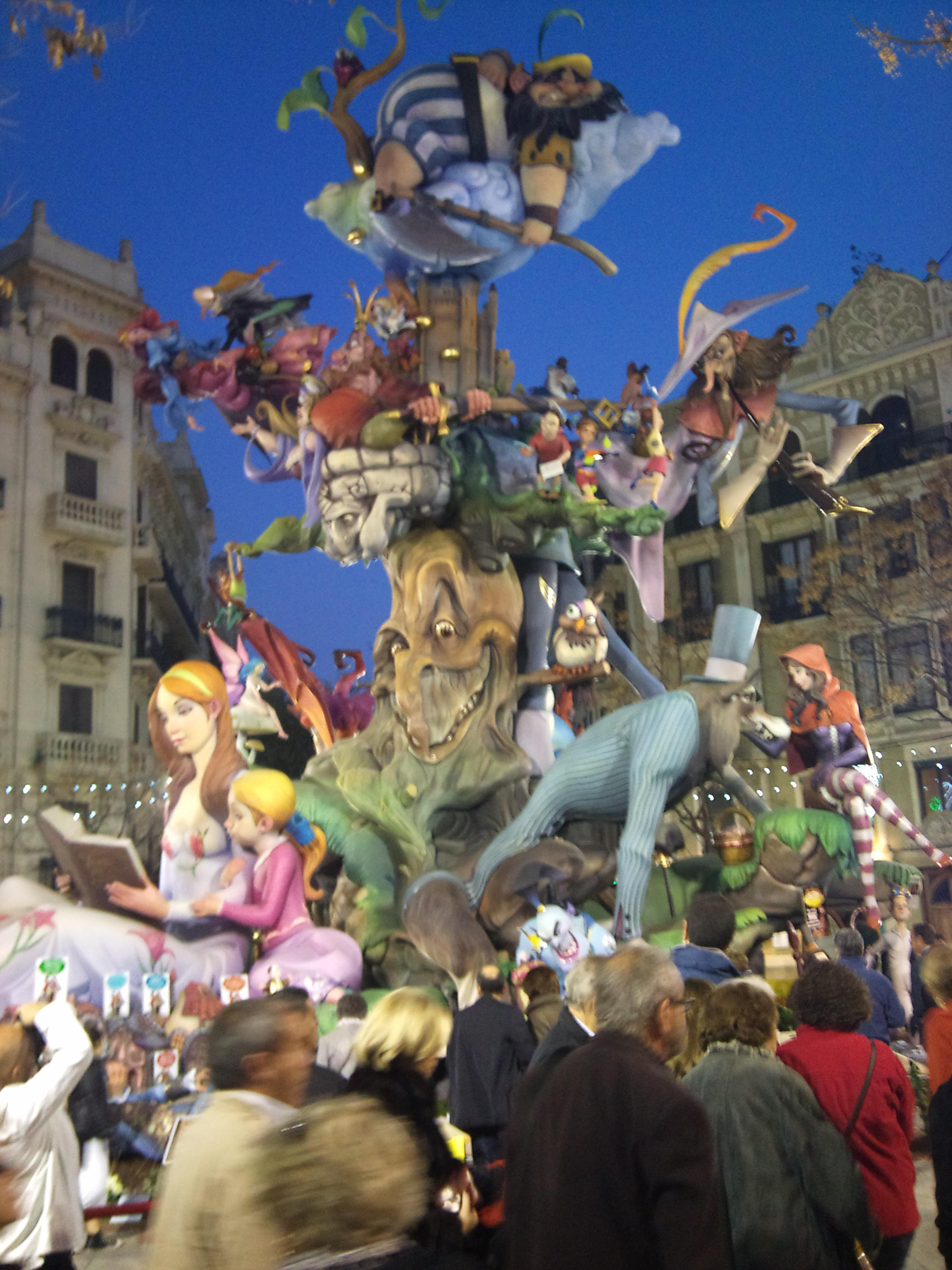
La Falla Mestre Gozalbo va guanyar el primer premi al monument i a enginy i gràcia en secció Primera A.

Les Falles de València de 2012 van tindre lloc entre el 15 i el 19 de març de 2012. La Falla Nou Campanar va fer doblet en guanyar els premis a millor falla gran i xicoteta en secció especial.
El premi a ninot indultat va ser per a la Falla Almirall Cadarso-Comte d'Altea, obra de Manolo Algarra, i el premi a ninot indultat en categoria infantil va ser per a la Falla Na Jordana, amb un ninot obra de Joan S. Blanch que va rebre 10.761 vots.

## Premis al monument a secció especial
| Premi     | Comissió                                                        |
| --------- | --------------------------------------------------------------- |
| 1r premi  | Falla 378 - Pediatra Jorge Comín-Serra Calderona (Nou Campanar) |
| 2n premi  | Falla 28 - Cuba-Literat Azorín                                  |
| 3r premi  | Falla 12 - Convent Jerusalem-Matemàtic Marçal                   |
| 4t premi  | Falla 197 - Monestir de Poblet-Aparicio Albiñana                |
| 5é premi  | Falla 14 - Almirall Cadarso-Comte d'Altea                       |
| 6é premi  | Falla 9 - Plaça de Na Jordana                                   |
| 7é premi  | Falla 34 - Plaça del Pilar                                      |
| 8é premi  | Falla 177 - Sueca-Literat Azorín                                |
| 9é premi  | Falla 187 - Regne de València-Duc de Calàbria                   |
| 10é premi | Falla 22 - Exposició-Misser Mascó                               |
| 11é premi | Falla 11 - Plaça de la Mercé                                    |
| 12é premi | Falla 112 - Malvarrosa-Ponz Cavite                              |

### Premi d'enginy i gràcia
| Premi    | Comissió                                      |
| -------- | --------------------------------------------- |
| 1r premi | Falla 9 - Plaça de Na Jordana                 |
| 2n premi | Falla 12 - Convent Jerusalem-Matemàtic Marçal |
| 3r premi | Falla 187 - Regne de València-Duc de Calàbria |

## Premis al monument a secció Primera A
| Premi    | Comissió                                  |
| -------- | ----------------------------------------- |
| 1r premi | Falla 44 - Mestre Gozalbo-Comte d'Altea   |
| 2n premi | Falla 145 - Duc de Gaeta-Pobla de Farnals |